# Tristiropsis
Tristiropsis es un género botánico de plantas de la familia de las Sapindaceae. Contiene doce especies

## Especies
Plants of the World Online incluye:
1. Tristiropsis acutangula
2. Tristiropsis apetala
3. Tristiropsis ferruginea